# HIFK 포트볼
HIFK 포트볼(핀란드어: HIFK Fotboll)은 헬싱키를 연고로 하는 핀란드의 축구 클럽이다. 현재는 콜모넨에 참가하고 있다. 축구 외에 밴디, 아이스하키 클럽도 운영하고 있다.

## 성적
- 베이카우스리가 우승 7회 (1930, 1931, 1933, 1937, 1947, 1959, 1961), 준우승 7회 (1909, 1912, 1928, 1929, 1934, 1935, 1971)

## 선수 명단

### 현역
참고: FIFA 자격 규정에 따라 소속된 국가대표팀 국기를 표시합니다. 선수는 복수의 FIFA 비회원국 국적을 가지고 있을 수 있습니다.
| 번호 | 포지션 | 국적 | 이름 |
| ---- | ------ | ---- | ---- |

| 번호 | 포지션 | 국적   | 이름    |
| ---- | ------ | ------ | ------- |
| -    | GK     | 감비아 | 샘 자메 |
| -    | FW     |        | 티퀴뉴  |

## 역대 감독
| 감독            | 임기   |
| --------------- | ------ |
| 믹수 파텔라이넨 | 2022 ~ |

틀:HIFK 포트볼 선수 명단
틀:콜모넨